# Manuel Enrique Araujo

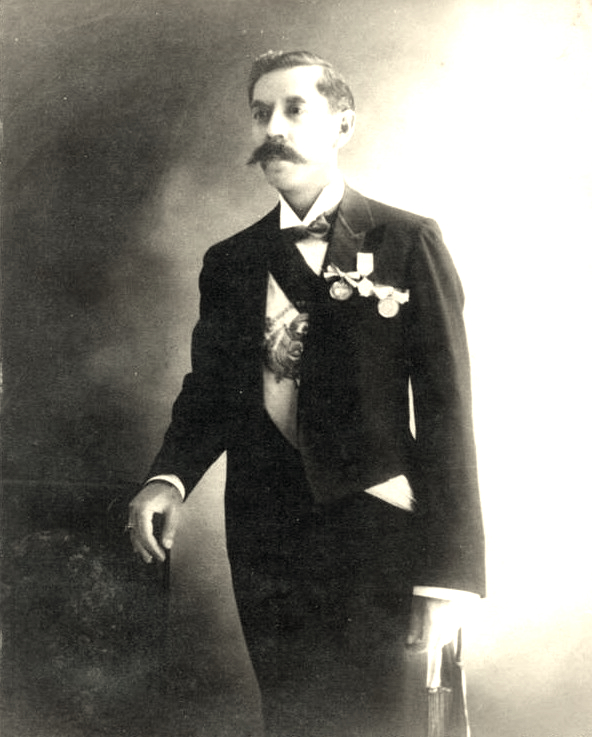
Manuel Enrique Araujo

Manuel Enrique Araujo (* 12. Oktober 1865 in Alegría, Departamento Usulután; † 9. Februar 1913 in San Salvador) war Mediziner und vom 1. März 1911 bis 9. Februar 1913 Präsident von El Salvador.

## Biografie
Er war der einzige Präsident El Salvadors, welcher im Amt ermordet wurde. Seine Familie waren Landeigentümer portugiesischer Herkunft, welche sich später der Kaffeeanbau widmeten. Araujo war Eigentümer der Hacienda Condadillo in der Gegend des Dorfes Mercedes Umaña im Districto Berlin, welche er an einen seinen Neffen, Modesto Araujo verkaufte, welcher es an seinen Sohn José Luz Araujo vererbte.
Araujo studierte an der Universidad de El Salvador. Nachdem er zum Doktor der Medizin promoviert hatte, spezialisierte er sich in Europa in der Chirurgie. Araujo kandidierte im November 1910, mit Unterstützung des scheidenden Präsidenten Fernando Figueroa, für das Präsidentenamt. Mit der Kandidatur Araujos wurde der Unzufriedenheit in der Bevölkerung gegenüber der Präsidentschaft von Figueroa Rechnung getragen. Araujo wurde unter großer Beteiligung gewählt. Araujo vertrat eine fortschrittliche, liberale Politik. In seiner Präsidentschaft wandte er sich gegen die US Intervention in Nicaragua. Er schaffte Haftstrafen wegen Verschuldung ab und führte eine Entschädigung bei Unfällen bei der Landarbeit ein. Er führte eine allgemeine Wehrpflicht ein, welche bisher auf Mittellose beschränkt war. Innenminister war Miguel Tomás Molina. Kriegsminister war General Ing. José María Peralta, welcher Autor des Buches La muerte de la tórtola (dt. Der Tod der Turteltaube) war. Ausländische Militärberater wurden engagiert, um die Ausbildung und die technische Vorbereitung des salvadorianischen Militärs durchzuführen. 1912 gründete er die Guardia Nacional, zu deren Aufstellung er Offiziere der spanischen Guardia Civil berief, nach deren Vorbild sollte sie als Landpolizei dienen. In Araujos Amtszeit wurden in allen Municipios, (Landkreisen), Juzgados de paz (Laiengerichte, welche Geldstrafen verhängen durften) installiert um die Befolgung der Gesetze sicherzustellen. Miguel Mármol berichtete, dass die Guardia Nacional damals ehrenwert gewesen wäre und dass der Verfall der Werte der Repressionsorgane erst in der Meléndez-Quinjónez-Dynastie begonnen hätte.
Es wurde das Ministerio de Agricultura (Landwirtschaftsministerium) gegründet, um den Anbau von Kaffee zu forcieren. 1911 wurden hundert Jahre Unabhängigkeit mit der Einweihung des Denkmals der Próceres (Avantgarde) im Parque Libertad in San Salvador gefeiert. 1912 wurden die heutige Fahne und das Siegel von El Salvador gesetzlich festgelegt.
Am 4. Februar 1913 während eines Konzertes im Parque Bolívar (der heutigen Plaza Barrios) wurde der Präsident durch Machetenhiebe tödlich verletzt und starb fünf Tage später. Als Verantwortliche wurden die Bauern Virgilio Mulatillo, Fermín Pérez und Fabián Graciano nach einem Militärgericht hingerichtet. Die Hintergründe des Mordes blieben unerforscht. Mármol berichtet, dass die Täter, eine Handvoll indianischer Analphabeten, auf den Haciendas der Anstifter an Kokosnüssen trainiert hätten. Mármols Mutter hatte bei Araujo als Köchin gearbeitet. Mármol zitiert seine Mutter wie folgt: „Niemand weiß, welchen Menschen El Salvador verloren hat – Gott möge ihn in sein Reich aufnehmen. Meine Tante hat er operiert und ihr das Leben gerettet. Keinen Centavo hat er dafür genommen.“